# Octavio Mejía Vílchez
Octavio Mejía Vílchez (Estelí, 13 de diciembre de 1903 - 1985) sacerdote católico esteliano, se destacó por su arduo trabajo espiritual y material en las parroquias de Nandaime, Juigalpa y Granada.

## Biografía
Nació el 13 de diciembre de 1903 en la ciudad de Estelí. Sus padres Don Saturnino Mejía y Doña Abigail Vílchez de notable vida religiosa. Estudios la primaria en el Valle de Estelí y en la ciudad de León. Su educación secundaria la recibió en los Seminarios diocesanos de León y Granada. Fue enviado al Colegio Pío Latino Americano (1925), regresó con un doctorado en Filosofía (1931). Monseñor Canuto José Reyes y Balladares lo ordenó sacerdote en la ciudad de Granada (1931). Aprendió Latín, Francés, Italiano y Español. Pío XII le concedió la dignidad de Camarero Secreto del Papa. 
Durante su estadía como párroco de Nandaime reconstruyó la torre de la parroquia y mejoró la estructura de la parroquia de El Calvario. Después fue trasladado a Juigalpa y en 1952 a la Parroquia La Merced de Granada. Falleció en 1985.